# UFC 149
UFC 149: Faber vs. Barao è stato un evento di arti marziali miste organizzato dalla Ultimate Fighting Championship che si è tenuto il 21 luglio 2012 allo Scotiabank Saddledome di Calgary, Canada.

## Retroscena
Come molte altre card di quell'anno anche UFC 149 fu letteralmente sconvolta dagli infortuni:
- il main match avrebbe dovuto essere quello valido per il titolo dei pesi piuma tra José Aldo ed Erik Koch, ma il campione s'infortunò e di conseguenza l'incontro venne sostituito con quello per il titolo ad interim dei pesi gallo tra Urijah Faber e Renan Barão, inizialmente programmato per UFC 148;
- Tim Boetsch avrebbe dovuto affrontare Michael Bisping, ma quest'ultimo s'infortunò e venne sostituito dal debuttante Hector Lombard;
- era in programma un incontro tra Yoshihiro Akiyama e Thiago Alves, ma entrambi diedero forfait per infortunio così come anche Siyar Bahadurzada che doveva sostituire il giapponese, di conseguenza si optò per la sfida tra Chris Clements e Matthew Riddle;
- l'evento avrebbe dovuto ospitare il match tra Mauricio Rua e Thiago Silva, ma un infortunio capitato a quest'ultimo causò l'annullamento della sfida;
- Cheick Kongo doveva affrontare Antônio Rodrigo Nogueira, ma il brasiliano non riuscì a recuperare in tempo dagli ultimi acciacchi e venne quindi sostituito da Shawn Jordan;
- Roland Delorme avrebbe dovuto affrontare il campione Dream uscente Bibiano Fernandes, ma quest'ultimo in realtà non firmò mai un contratto con l'UFC;
- Antonio Carvalho se la sarebbe dovuta vedere con George Roop, ma quest'ultimo fu indisponibile e venne rimpiazzato con Daniel Pineda;
- James Head doveva affrontare Claude Patrick, ma anche quest'ultimo s'infortunò e quindi venne scelto Brian Ebersole come sostituto.

La vittoria per KO di Ryan Jimmo su Anthony Perosh, durata solamente sette secondi, è tuttora il record in UFC di KO più veloce assieme a quelli di Todd Duffee a UFC 102: Couture vs. Nogueira e di Jung Chan-Sung a UFC 140: Jones vs. Machida.

## Risultati

### Card preliminare
- Incontro categoria Pesi Leggeri:  Anton Kuivanen contro  Mitch Clarke

Kuivanen sconfisse Clarke per decisione divisa (29–28, 28–29, 29–28).
- Incontro categoria Pesi Piuma:  Antonio Carvalho contro  Daniel Pineda

Carvalho sconfisse Pineda per KO (pugni) a 1:11 del primo round.
- Incontro categoria Pesi Gallo:  Bryan Caraway contro  Mitch Gagnon

Caraway sconfisse Gagnon per sottomissione (strangolamento da dietro) a 1:39 del terzo round.
- Incontro categoria Pesi Mediomassimi:  Ryan Jimmo contro  Anthony Perosh

Jimmo sconfisse Perosh per KO (pugno) a 0:07 del primo round. Eguaglia il record di KO più veloce in UFC.
- Incontro categoria Pesi Gallo:  Francisco Rivera contro  Roland Delorme

Inizialmente vittoria di Rivera per KO (pugni) a 4:19 del primo round, poi cambiata in No Contest perché lo stesso Rivera venne trovato positivo ad un test antidoping.
- Incontro categoria Pesi Medi:  Nick Ring contro  Court McGee

Ring sconfisse McGee per decisione unanime (29–28, 29–28, 29–28).

### Card principale
- Incontro categoria Pesi Welter:  Matthew Riddle contro  Chris Clements

Inizialmente vittoria di Riddle per sottomissione (strangolamento triangolare) a 2:02 del terzo round, poi cambiata in No Contest perché lo stesso Riddle venne trovato positivo all'utilizzo di marijuana.
- Incontro categoria Pesi Welter:  James Head contro  Brian Ebersole

Head sconfisse Ebersole per decisione divisa (29–28, 28–29, 29–28).
- Incontro categoria Pesi Massimi:  Cheick Kongo contro  Shawn Jordan

Kongo sconfisse Jordan per decisione unanime (30–28, 30–27, 30–27).
- Incontro categoria Pesi Medi:  Hector Lombard contro  Tim Boetsch

Boetsch sconfisse Lombard per decisione divisa (28–29, 29–28, 29–28).
- Incontro per il titolo dei Pesi Gallo ad Interim:  Urijah Faber contro  Renan Barão

Barão sconfisse Faber per decisione unanime (49-46, 50-45, 49-46) e divenne il campione dei pesi gallo ad interim.

## Premi
I seguenti lottatori sono stati premiati con un bonus di 65.000 dollari:
- Fight of the Night:  Bryan Caraway contro  Mitch Gagnon
- Knockout of the Night:  Ryan Jimmo
- Submission of the Night:  Matthew Riddle